# Diocese Coreana
Diocese coreana (em russo:  Корейская епархия, em coreano:  대한교구) é uma eparquia da Igreja Ortodoxa Russa, unindo comunidades no território da República Popular Democrática da Coreia e da República da Coreia. Faz parte do Exarcado Patriarcal no Sudeste Asiático.

## História
Formada em 26 de fevereiro de 2019 por decisão do Santo Sínodo da Igreja Ortodoxa Russa na República Popular Democrática da Coreia e na República da Coreia, com o bispo diocesano possuindo o titulo de "coreano". Incluído no Exarcado Patriarcal do Sudeste Asiático.

## Paróquias
- Paróquia da Igreja da Santíssima Trindade, em Pyongyang;
- Paróquia da Ressurreição de Cristo, em Seul;
- Paróquia da Natividade da Santíssima Virgem, em Busan.[4]
- Paróquia da Santo Antônio o Grande, em Incheon[5]
- Paróquia em Gyeongju[6]

## Bispos
- Sérgio (Chashin) (26 de fevereiro - 4 de abril de 2019) - Metropolita de Cingapura;
- Teófanes (Kim) (desde 4 de abril de 2019).[7][8]